# Sturnus
Sturnus Linnaeus, 1758 è un genere di uccelli appartenente alla famiglia Sturnidae.

## Tassonomia
Il genere Sturnus comprende 2 sole specie:
- Sturnus unicolor Temminck, 1820
- Sturnus vulgaris Linnaeus, 1758